# Ісламабаде-Герб
Ісламабаде-Герб або Ісламаба́д-е-Герб, або Ісламаба́д, або Харунаба́д, або Шахаба́д, або Шахаба́д-е-Герб (перс. اسلام ابادغرب) — місто на заході Ірану, у провінції Керманшах. Адміністративній центр шахрестану Ісламабад-е-Герб. Друге за кількістю жителів місто провінції.

## Географія
Місто лежить на півдні остану Керманшах, у гірській місцевості західного Загроса, на висоті 1 334 метрів над рівнем моря.
Ісламабаде-Герб розташований приблизно за 50 кілометрів на південний захід від Керманшаха, адміністративного центру провінції та за 465 на південний захід від Тегерана, столиці країни.

## Населення
На 2006 рік у місті проживало 89 430 осіб; за національним складом переважають курди, за конфесійним — мусульмани-шиїти. Останній перепис населення у 2016 році показав, що населення становило 90 559 осіб у 26 503 домогосподарствах.
| 1986   | 1991   | 1996   | 2006   | 2012   |
| ------ | ------ | ------ | ------ | ------ |
| 73 362 | 77 412 | 81 614 | 89 430 | 92 755 |